# Psychiko
Psychiko (græsk: Ψυχικό, tidligere også Psychikon) er en forstad til Grækenlands hovedstad Athen med 9.595 (2021) indbyggere. Den ligger ca. 6 kilometer nord for Athens centrum og umiddelbart syd for Athens Olympiske Sportskompleks.
Psychiko ligger i kommunen Filothei-Psychiko i den regionale enhed Nordathen i periferien Attika.